# شركة عمومية محدودة

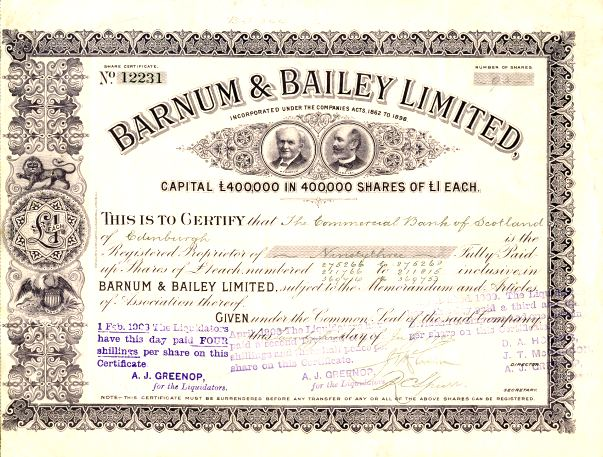

شركة عمومية محدودة (بالإنجليزية: Public limited company)‏ اختصارا (Ple أو plc) بإيرلندا أو المملكة المتحدة، هي شركة مساهمة تباع أسهمها بالمزاد العلني للادخار.
- لهذه الشركة على الأقل مساهمان اثنان، ورأسمال على الأقل 50 ألف جنيه استرليني (أي حوالي 72886 يورو أو 30 ألف يورو في إيرلندا)، وتكون مسجلة كليا للتفريط في الربع.
- تشتغل مثلما تشتغل الشركة المحدودة الخاصة، غير أن مجلس الإدارة يتكون من اثنين على الأقل.